# Danny Aarons vs. Danny Simpson
A Danny Aarons vs Danny Simpson (hivatalos nevén: MF & DAZN: X Series 17) profi ökölvívó-mérkőzés. Danny Aarons angol youtuber méekőzött meg Danny Simpson labdarúgóval. Az eseményt 2024. augusztus 31-én rendezték a dublini 3Arenában. A mérkőzés döntetlennel végződött.
Az eseményen eredetileg KSI angol youtuber küzdött volna meg az amerikai Slim Albaherrel és a szintén amerikai Anthony Taylor MMA-versenyzővel, de sérülés miatt vissza kellett lépnie. A youtuber végül fellépőként jelent meg az este, a fő esemény előtt és után. Olyan dalait lehetett hallani, mint a Lamborghini, a Down Like That (S-X-szel), a Not Over Yet, a Holiday és a ki nem adott Low, illetve a Thick of It Trippie Reddel.

## Háttér
2024. június 2-án KSI megerősítette, hogy visszatér az ökölvívás világába 2024 augusztusában. Jake Paul ezt követően megosztotta Twitteren, hogy KSI ellenfele Amir Khan lesz és felajánlotta Khannak, hogy megmérkőzik vele, ha megveri az angol youtubert. Khan válaszolt, lényegében megerősítve, hogy következő mérkőzése KSI ellen lesz. Június 4-én Khan megosztotta, hogy folyamatban vannak a tárgyalások.
Négy nappal később KSI feltöltött egy videót YouTube-ra, bejelentve, hogy a mérkőzés Khannal nem augusztusban fog megtörténni, hanem később az évben. Ezt követően kihívta Slim Albahert és Anthony Taylort egy tag-mérkőzésre, amelyben egyedül mérkőzne meg a párossal, 24 órát adva nekik, hogy elfogadják. Mindketten elfogadták az ajánlatot egy órán belül.
Június 30-án hivatalosan is megerősítették a mérkőzést, egy sajtótájékoztatóval együtt a Hilton London Wembley hotelben. Sérülés miatt KSI-nak vissza kellett lépnie, amit követően megerősítették, hogy Danny Aarons Danny Simpson elleni mérkőzése lesz az este fő eseménye.

## Mérkőzések
| Súlycsoport  | Győztes         | Vesztes        | Győzelem típusa | Menet      | Idő        | Jegyzetek   |
| Fő esemény   | Fő esemény      | Fő esemény     | Fő esemény      | Fő esemény | Fő esemény | Fő esemény  |
| ------------ | --------------- | -------------- | --------------- | ---------- | ---------- | ----------- |
| Félnehézsúly | Danny Aarons    | Danny Simpson  | Döntetlen       | 4 (4)      |            | [ b ]       |
| Félnehézsúly | Anthony Taylor  | Gabriel Silva  | TKO             | 3 (5)      | 2:54       | [ c ]       |
| Nehézsúly    | HSTikkyTokky    | George Fensom  | KO              | 1 (4)      | 1:19       | [ b ]       |
| Váltósúly    | Ben Williams    | Warren Spencer | TKO             | 2 (4)      | 0:45       | [ d ]       |
| Könnyűsúly   | Deen the Great  | Dave Fogarty   | TKO             | 3 (5)      | 2:57       | [ e ] [ f ] |
| Nehézsúly    | Sami Hamed      | Jesse Clarke   | TKO             | 2 (5)      | 2:21       | [ b ]       |
| Cirkálósúly  | Mike Edwards    | Jake Cornish   | PONT            | 5 (5)      |            | [ b ]       |
| Cirkálósúly  | Malcolm Minikon | DTG            | PONT            | 5 (5)      |            |             |

1. ↑  Aarons eredetileg Beavo ellen mérkőzött volna meg, de az sérülés miatt visszalépett.
2. 1 2 3 4  Mindkét fél profi debütálása.
3. ↑  Az MFB félnehézsúlyú bajnoki címért
4. ↑  Spencer profi debütálása
5. ↑  Az MFB könnyűsúlyú bajnoki címért
6. ↑  Fogarty profi debütálása